# (532093) 2013 HV156
2013 HV156 ist ein großes transneptunisches Objekt im Kuipergürtel, das bahndynamisch als Scattered Disk Object (SDO) eingestuft wird. Aufgrund seiner Größe ist der Asteroid ein Zwergplanetenkandidat.

## Entdeckung
2013 HV156 wurde am 19. April 2013 von einem Astronomenteam, bestehend aus B. Gibson, T. Goggia, N. Primak, A. Schultz und M. Willman, im Rahmen des Pan-STARRS-Projekts mit dem 1,8-m-Ritchey-Chretien-Teleskop (PS1) am Haleakalā-Observatorium (Maui) entdeckt. Die Entdeckung wurde am 17. Juli 2016 bekanntgegeben.
Nach seiner Entdeckung ließ sich 2013 HV156 auf Fotos bis zum 15. Juni 2001, die im Rahmen des Sloan-Digital-Sky-Survey-Programmes (SDSS) am Apache-Point-Observatorium gemacht wurden, zurückgehend identifizieren und so seinen Beobachtungszeitraum um 12 Jahre verlängern, um so seine Umlaufbahn genauer zu berechnen. Im Dezember 2018 lagen insgesamt 171 Beobachtungen über einen Zeitraum von 17 Jahren vor. Die bisher letzte Beobachtung wurde im Mai 2018 wiederum am Pan-STARRS-Teleskop durchgeführt. (Stand 6. März 2019)

## Eigenschaften

### Umlaufbahn
2013 HV156 umkreist die Sonne in 330,05 Jahren auf einer leicht elliptischen Umlaufbahn zwischen 39,31 AE und 56,20 AE Abstand zu deren Zentrum. Die Bahnexzentrizität beträgt 0,177, die Bahn ist 18,13° gegenüber der Ekliptik geneigt. Derzeit ist der Planetoid 47,66 AE von der Sonne entfernt. Das Perihel durchläuft er das nächste Mal 2091, der letzte Periheldurchlauf dürfte also im Jahre 1761 erfolgt sein.
Marc Buie (DES) klassifiziert den Planetoiden als SDO, während vom Minor Planet Center keine spezifische Einstufung existiert; letzteres ordnet ihn als Nicht-SDO und allgemein als «Distant Object» ein. Das Johnston’s Archive führt es als «other TNO» auf, was bedeutet, dass es mit Sicherheit kein Cubewano oder Resonantes KBO ist.

### Größe
Derzeit wird von einem Durchmesser von 447 km ausgegangen, basierend auf einem Rückstrahlvermögen von 6 % und einer absoluten Helligkeit von 5,5 m. Ausgehend von einem Durchmesser von 447 km ergibt sich eine Gesamtoberfläche von etwa 628.000 km2. Die scheinbare Helligkeit von 2013 HV156 beträgt 22,22 m.
Da anzunehmen ist, dass sich 2013 HV156 aufgrund seiner Größe im hydrostatischen Gleichgewicht befindet und somit weitgehend rund sein muss, sollte er die Kriterien für eine Einstufung als Zwergplanet erfüllen. Mike Brown geht davon aus, dass es sich bei 2013 HV156 möglicherweise um einen Zwergplaneten handelt.
| Jahr                                         | Abmessungen km | Quelle   |
| -------------------------------------------- | -------------- | -------- |
| 2018                                         | 404,0          | Johnston |
| 2018                                         | 447,0          | Brown    |
| Die präziseste Bestimmung ist fett markiert. |                |          |